# Groß Borstel
Cet article possède un paronyme, voir Borstel.
Groß Borstel est un quartier de Hambourg, en Allemagne, situé dans l'arrondissement de Hambourg-Nord.
Il est localisé au nord du quartier d'Eppendorf et au sud de l'aéroport de Hambourg.